# Nyla Rose
Brandi Hicks Degroat (née le 3 août 1982 à Washington) est une catcheuse et actrice américaine transgenre. Elle travaille actuellement à la All Elite Wrestling, sous le nom de Nyla Rose.
Auparavant, elle a été actrice dans la série télévisée canadienne The Switch (en).

## Jeunesse
Nyla Rose naît Brandon Degroat. Elle a des origines amérindiennes et fait partie de la Nation Oneida (en). Elle grandit à Washington dans le quartier de Columbia Heights (en) où vit alors un grand nombre de toxicomanes accros au crack. Sa famille quitte Washington pour aller à Alexandria, en Virginie. À l'adolescence, elle commence à se comporter comme une jeune femme en portant des jupes et en appliquant du vernis sur ses ongles. Après le lycée, elle étudie au Northern Virginia Community College (en).

## Carrière de catcheuse

### Débuts (2012-2019)
Brandon Degroat s'entraîne à la KYDA Pro Wrestling School, une école de catch basée à Morgantown en Virginie-Occidentale. Elle n'a alors toujours pas entamé sa transition en tant que femme.
Elle fait ses débuts dans une petite fédération du Nord-Est des États-Unis où elle incarne le personnage de Robot Ninja car le promoteur de cette fédération a un stock de jouets à écouler.
Après sa transition, elle devient la catcheuse vedette de Covey Promotions (CP), une petite fédération de catch de Virginie-Occidentale, et à l'United Pro Wrestling Association (UPWA) en Caroline du Nord. Le 4 juillet 2013, Rose remporte le championnat par équipes de l'UPWA après sa victoire face à Samantha Starr,. Ce règne prend fin le 14 janvier 2014 après sa défaite face à Starr.

### All Elite Wrestling(2019-...)

#### Débuts et championne féminine de la AEW (2019-2020)
Fin 2018, Kenny Omega la contacte, via les réseaux sociaux, pour lui parler du projet de fédération de catch que les catcheurs de The Elite finalisent avec le soutien financier de Shahid Khan. Elle croit d'abord que c'est une blague, avant de constater que c'est bel et bien Omega en personne qui lui a envoyé ce message.
Début février 2019, la All Elite Wrestling annonce qu'elle fait partie des catcheuses sous contrat avec cette fédération. Elle devient ainsi la première catcheuse transgenre à signer dans une promotion de catch importante,.
Le 25 mai lors du premier show inaugural de la AEW: Double or Nothing, elle fait ses débuts, en tant que Heel, en perdant un Fatal 4-Way Match face à Dr Britt Baker D.M.D, qui inclut également Awesome Kong (avec Brandi Rhodes) et Kylie Rae. Le 29 juin à Fyter Fest, elle perd un Triple Threat Match face à Riho, qui inclut également Yuka Sakazaki. Après le combat, elle attaque ses deux adversaires.
Le 31 août à All Out, elle remporte une 21-Woman Casino Battle Royal, se donnant l'opportunité d'affronter Riho dans un match qui désignera la première championne du monde féminine de la AEW. 
Le 2 octobre lors du premier show Dynamite, elle ne devient pas la première championne du monde féminine de la AEW, battue par Riho. Après le combat, elle attaque son adversaire. 
Le 12 février 2020 à Dynamite, elle devient la nouvelle championne du monde féminine de la AEW en battant Riho, remportant le titre pour la première fois de sa carrière. Le 29 février à Revolution, elle conserve son titre en battant Kris Statlander.
Le 23 mai à Double or Nothing, elle perd face à Hikaru Shida dans un No Disqualification Match, ne conservant pas son titre et mettant fin à un règne de 101 jours.

#### Alliances avec Vickie Guerrero et Marina Shafir (2020-2023)
Le 15 juillet à Fight of the Fallen, elle s'allie avec Vickie Guerrero qui devient officiellement sa nouvelle manageuse.
Le 7 novembre à Full Gear, elle ne remporte pas le titre mondial féminin de la AEW, battue par Hikaru Shida.
Le 5 septembre 2021 à All Out, elle participe à la 21-Women Casino Battle Royal, élimine Hikaru Shida, Kiera Hogan, KiLynn King, Tay Conti et Jade Cargill, avant d'être elle-même éliminée par Thunder Rosa. 
Le 13 novembre lors du pré-show à Full Gear, Jamie Hayter et elle perdent face à Thunder Rosa et Hikaru Shida.
Le 9 août 2022 à AEW Dark, sa manageuse et elle recrutent Marina Shafir dans leurs rangs et forment un trio appelé Beast of Burdens.
Le 19 novembre à Full Gear, elle ne remporte pas le titre TBS de la AEW, battue par la véritable championne.

#### Retour en solo (2024-...)
Le 19 juin 2024 à Dynamite, elle effectue un Face Turn, mais perd face à Kris Statlander en quart de finale du tournoi Owen Hart féminin.

## Carrière d'actrice
En 2016, Rose tourne dans la série télévisée canadienne The Switch (en) où elle incarne Su, une femme trans.

## Championnats et accomplissements
- All Elite Wrestling
  - 1 fois championne du monde féminine de la AEW
  - Gagnante du 21-Woman Casino Battle Royal (2019)
- Covey Promotions
  - CP Women's Championship (3 fois)
- United Pro Wrestling Association
  - UPWA Women's Championship (1 fois)
- Warriors Of Wrestling
  - WOW Women's Championship (2 fois)

## Récompenses des magazines
- Pro Wrestling Illustrated

| Année | 2019 | 2020 | 2021 | 2022        | 2023 | 2024 |
| ----- | ---- | ---- | ---- | ----------- | ---- | ---- |
| Rang  | 66   | 16   | 36   | Non classée | 113  | 105  |